# Ezio Damolin
Ezio Damolin (Moena, 25 dicembre 1944 – Cavalese, 18 marzo 2022) è stato un combinatista nordico e saltatore con gli sci italiano.
Prese parte alle competizioni degli anni 1960 e 1970. Il suo miglior risultato fu il 5º posto nella combinata nordica conquistato alle olimpiadi invernali di Grenoble del 1968, che ha rappresentato il miglior risultato italiano nella combinata nordica alle olimpiadi invernali fino al bronzo conquistato da Alessandro Pittin a Vancouver nel 2010.
Nella sua carriera ha conquistato 9 titoli di campione italiano, di cui 7 nella combinata nordica e 2 nel salto con gli sci.

## Biografia
Cresciuto nelle giovanili della US Monti Pallidi di Moena, nel 1961 conquista il secondo posto nella combinata nordica ai campionati italiani juniores disputati a Roccaraso. Nel 1962 vince il titolo di campione italiano juniores nella combinata nordica e il secondo posto nel salto speciale.
Nel 1964 partecipa alle olimpiadi di Innsbruck dove giunge 8º nella combinata nordica.
Nel 1965 viene ingaggiato dal gruppo sportivo Fiamme Oro di Moena, con cui conquista il titolo di campione italiano di combinata nordica ad Asiago.
Nel 1968 è il primo atleta trentino a vincere il campionato italiano di salto speciale. Nel 1969 vince di nuovo il titolo italiano nella combinata e il bronzo nel salto.
Nel 1970 giunge al 5º posto nella combinata nei campionati del mondo di sci nordico.
Ai campionati italiani del 1972 vince l'oro nella combinata e il bronzo nel salto. Ai Giochi Olimpici Invernali nel 1972 a Sapporo giunge 16º nella combinata e 55° nel salto. Nel 1974 vince nuovamente il titolo di campione italiano di combinata.
Nel 1976 vinse la sua ultima medaglia, l'argento ai campionati italiani di combinata.
Terminata la carriera da atleta, dal 1979 al 1991 viene ingaggiato dalla federazione svizzera 
come allenatore della squadra nazionale di combinata nordica, partecipando a 5 olimpiadi invernali.
È deceduto il giorno 18 marzo 2022 nell'ospedale di Cavalese, dove era stato ricoverato (dopo più di un anno passato nell'ospedale di Trento per un incidente sulle piste) a causa di un malore.

## Palmarès

### Giochi olimpici
- Innsbruck 1964: 8º posto nella combinata nordica
- Grenoble 1968: 5º posto nella combinata nordica
- Sapporo 1972: 16º posto nella combinata nordica e 55º posto nel salto con gli sci

### Campionati italiani
Combinata nordica
- Campione italiano nel 1965, 1966, 1967, 1969, 1970, 1972 e 1973

Salto con gli sci
- Campione italiano nel 1968 e 1974